# Hornung & Møller
Hornung & Møller war ein dänischer Klavierhersteller von 1827 bis 1972 in Kopenhagen.

Tafelklavier von etwa 1859 im Museum für Kunst und Gewerbe Hamburg

Die Firma wurde von Conrad Christian Hornung aus Skælskør nach einer Deutschlandreise gegründet. 1843 erhielt Hornung den Titel eines Hoflieferanten für den dänischen Königshof. 1851 übernahm Hornungs Mitarbeiter Hans Peter Møller die Geschäftsleitung. Die Firma, der größte dänische Klavierhersteller, baute Tafelklaviere, Flügel und Pianinos, die sich oft durch reiche Dekoration und handwerkliche Präzision auszeichneten. Bis zur Schließung der Fabrik im Jahr 1972 wurden etwa 50.000 Instrumente hergestellt.